# Kręta Baszta

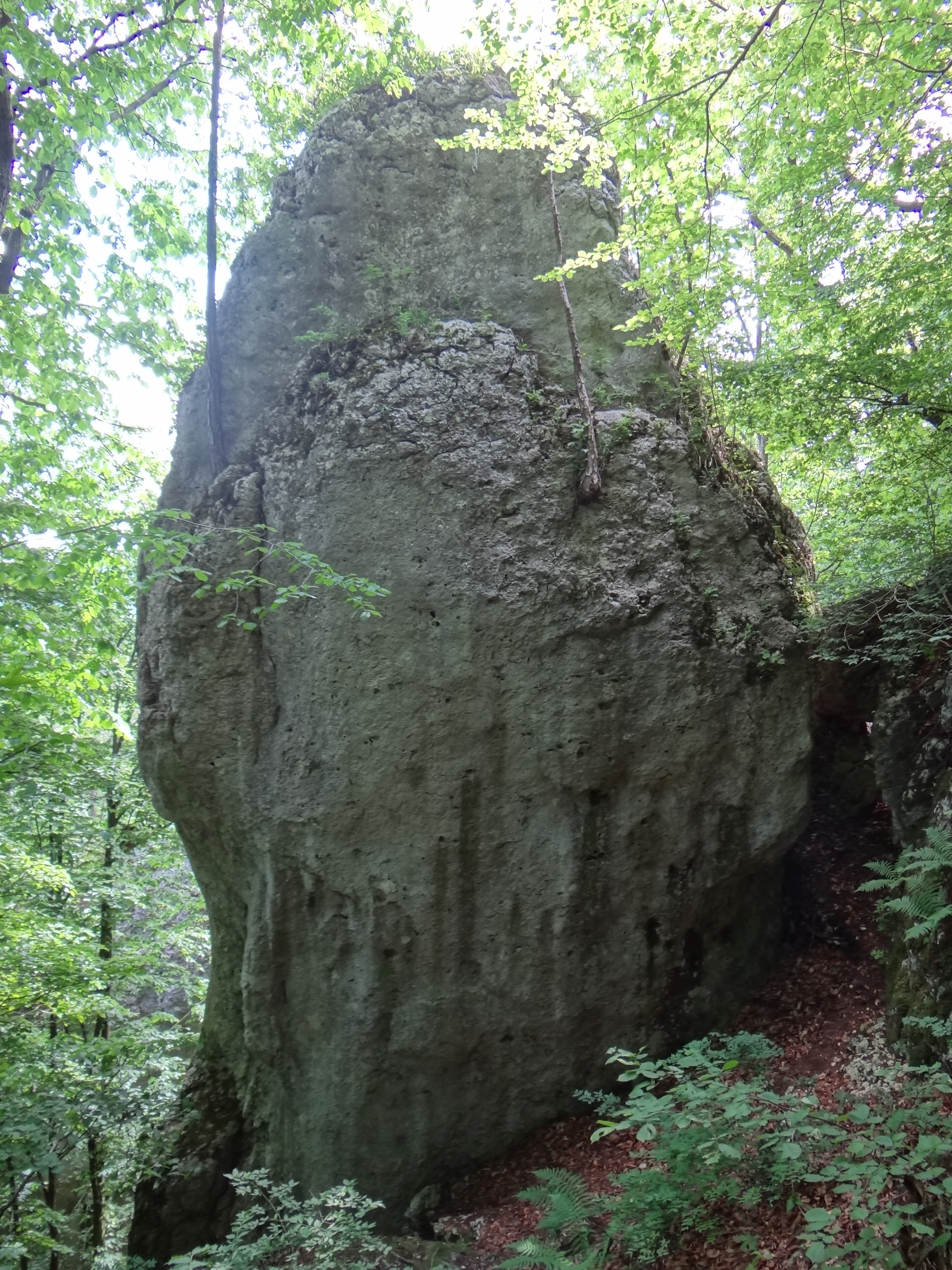

Kręta Baszta – skała w grupie Kozłowych Skał w Dolinie Szklarki na Wyżynie Krakowsko-Częstochowskiej. Znajduje się w miejscowości Szklary w województwie małopolskim, w powiecie krakowskim, w gminie Jerzmanowice-Przeginia.
Kręta Baszta znajduje się w lesie pomiędzy bezimiennymi skałami z Jaskinią Krętą a skałą Kręta. Jest to pojedyncza wapienna turnia o pionowych lub przewieszonych ścianach wysokości 10–15 m. Uprawiana jest na niej wspinaczka skalna. Jest na niej 12 dróg wspinaczkowych (wraz z wariantami, w tym 1 projekt) o trudności od VI+ do VI.3+ w skali polskiej. Wszystkie (oprócz projektu) mają zamontowane stałe punkty asekuracyjne; ringi, spity, stanowiska zjazdowe (st), ringi zjazdowe (rz) lub dwa ringi zjazdowe (drz).

Kręta Baszta I
1. Władca kamieni; 7s + st, VI.3, 18 m
2. Nadia Comaneci; 9s + st, VI.3, 18 m
3. Direttissima Krętej Baszty; 2r + 5s + st, VI.2, 18 m
4. Defekt bioder; 1r + 8s + st, VI.2/2+, 18 m
5. Masa krytyczna; 1r + 6s + st, VI+, 18 m
6. Predator; 1r + 8s + st, VI.2/2+, 18 m
7. Wirówka nonsensu; 6r + rz, VI.3, 15 m

Kręta Baszta II
1. Wirówka nonsensu 6r + rz, VI.3, 15 m
2. Kosiarka stokrotek; 5r + st, VI.4, 14 m
3. Paralaksa; 4r + drz, VI.2, 13 m
4. Matrix; 5r + st, VI.3+, 14 m
5. Projekt; drz, 13 m[3].